# Lieving
 Lieving  is een buurtschap in de gemeente Midden-Drenthe, in de Nederlandse provincie Drenthe. Het is gelegen aan de zuidoostzijde van Beilen, waar het ook onder valt.
Lieving werd in 1543 gemeld als Leuijnghe en 1851 als Lievinge. De plaatsnaam zou vernoemd zijn naar een personen die afstammen van ene Lywe of Lieuwe. De buurtschap was lang een klein boerenplaatsje waar veel keuters woonden. In de 20ste eeuw groeide het langzaam uit tot een klein dorpje of gehucht maar formeel is het een buurtschap gebleven. Het inwonertal groeide van 37 in 1840 naar boven de 200. In 2004 was dat minder dan 150 inwoners. 
Tussen Lieving en de Beilerstraat ontstond er een tweede buurtschap, in de noordoosthoek. In het begin van de 21ste eeuw werd besloten dat het westelijke deel, dicht tegen Lieving aan ruime nieuwbouw te gaan ontwikkelen. In 2016 kreeg deze ook een officiële naam na uitschrijving, Lievingerveld. In het zuidoostelijke verlengde van Lieving ligt er het kleinere buurtschap Makkum. Samen met Makkum had Lieving 200 inwoners in 2004, in 2008 190 en in 2017 230 inwoners.
Hoofdplaats: Beilen

Overige kernen: Alting · Balinge · Beilervaart · Bovensmilde · Brunsting · Bruntinge · De Polle · Drijber · Elp · Eursing · Eursinge · Garminge · Hijken · Hijkersmilde · Holthe · Hoogersmilde · Hooghalen · Klatering · Laaghalen · Laaghalerveen · Lieving · Lievingerveld · Makkum · Mantinge · Nieuw-Balinge · Norgervaart (deels) · Oosthalen · Oranje · Orvelte · Smalbroek · Rheeveld · Smilde · Spier · Terhorst · Westerbork · Wijster · Witteveen · Zuidveld · Zwiggelte

Drenthe: Steden en dorpen      Nederland: Provincies · Gemeenten